# ناحیه فورست پریری، شهرستان میکر، مینه سوتا
ناحیه فورست پریری (به انگلیسی: Forest Prairie Township) یک منطقهٔ مسکونی در ایالات متحده آمریکا است که در شهرستان میکر، مینه‌سوتا واقع شده‌است.
 ناحیه فورست پریری ۹۱٫۷ کیلومتر مربع مساحت و ۸۶۹ نفر جمعیت دارد و ۳۴۷ متر بالاتر از سطح دریا واقع شده‌است.